# Aubiet
Aubiet település Franciaországban, Gers megyében. Lakosainak száma 1127 fő (2022. január 1.). Aubiet Ansan, Blanquefort, Escornebœuf, Gimont, L’Isle-Arné, Juilles, Lussan, Marsan, Nougaroulet és Sainte-Marie községekkel határos.

## Népesség
A település népességének változása:
| Lakosok száma | 971  | 911  | 1019 | 1059 | 1128 | 1102 | 1083 | 1107 | 1119 | 1127 |
|               | 1968 | 1982 | 1990 | 2006 | 2013 | 2015 | 2017 | 2019 | 2020 | 2022 |